# العلاقات الإسرائيلية البوتانية
تشير العلاقات بين بوتان وإسرائيل إلى العلاقة الدبلوماسية بين مملكة بوتان ودولة إسرائيل. بدأت إسرائيل وبوتان علاقة رسمية في أواخر عام 2020 بتوقيع اتفاق بين سفراء البلدين لدى الهند. إسرائيل هي الدولة رقم 54 التي أقامت بوتان علاقات معها. وفقًا للتقارير، تربط الدولتان علاقة غير رسمية قوية منذ عام 1982، ودخلتا في مفاوضات سرية لعدة سنوات قبل الإعلان الرسمي.

## التاريخ
لم تكن بوتان أبدًا دولة ذات أهمية لعلاقات إسرائيل الخارجية، بخلاف فكرة توسيع علاقات إسرائيل الدبلوماسية مع دول العالم بشكل عام ومع الدول الآسيوية بشكل خاص.
في 17 فبراير 1994 التقى جاد يعقوبي، سفير إسرائيل لدى الأمم المتحدة مع نظيره البوتاني للحديث عن العلاقات الدبلوماسية بين البلدين. أوضح سفير بوتان أنه بسبب القيود المختلفة لبلده، تميل قيادة بوتان إلى توسيع علاقاتها الخارجية بطريقة منخفضة المستوى، كل عام مع دولتين أو ثلاث دول فقط. وفي الوقت نفسه، فإن بوتان مستعدة للتحدث مع إسرائيل والتعاون معها في مختلف القضايا.
في أبريل من ذلك العام، التقى السفير الإسرائيلي في نيودلهي مع وزير خارجية بوتان. وقال الوزير إنه لا يعرف موضوع العلاقات الدبلوماسية الإسرائيلية مع بلاده وأضاف أنه ينظر بإيجابية إلى إمكانية وجود علاقة بين البلدين ووعد بطرح الأمر على رئيس إمارة بوتان. وقال الوزير إن بوتان ليست بحاجة إلى مساعدات خارجية، معتبرًا أن الأمر قد يستغرق وقتًا طويلاً حتى اتخاذ قرار بشأن الأمر.
في 18 ديسمبر 1995 عاد جاد يعقوبي سفير إسرائيل لدى الأمم المتحدة وحاول أن يسأل نظيره البوتاني، هل هناك تطور مثير للاهتمام، وأبلغه أن هناك تطورًا وإن كان بطيئًا.
في عام 1997، تدرب ثلاثة بوتانيون في التعليم والزراعة والعلوم والتكنولوجيا في إسرائيل.
في عام 2016، زار وزير الزراعة في بوتان إسرائيل للمرة الأولى وشارك في حفل تخرج 30 طالبًا من بلاده أكملوا دورة الزراعة في إسرائيل.
في عام 2017 زار وفد إسرائيلي بوتان والتقى برئيس وزراء بوتان، تشيرينج توبجاي والنخبة الحاكمة.
في 12 ديسمبر 2020، وقعت إسرائيل وبوتان اتفاقًا لإقامة علاقات دبلوماسية كاملة.

## مقارنة بين البلدين
هذه مقارنة عامة ومرجعية للدولتين:
| وجه المقارنة                                              | إسرائيل                                                             | بوتان          |
| --------------------------------------------------------- | ------------------------------------------------------------------- | -------------- |
| المساحة (كم2)                                             | 20.77 ألف                                                           | 38.39 ألف      |
| عدد السكان (نسمة)                                         | 8.89 مليون                                                          | 807.61 ألف     |
| الكثافة السكانية (ن./كم²)                                 | 428.02                                                              | 21.04          |
| العاصمة                                                   | القدس                                                               | تيمفو          |
| اللغة الرسمية                                             | اللغة العبرية، اللغة العربية                                        | لغة دزونكا     |
| العملة                                                    | شيكل إسرائيلي جديد، شيكل إسرائيلي قديم، جنيه فلسطيني، جنيه إسرائيلي | نغولترم بوتاني |
| الناتج المحلي الإجمالي (بليون دولار)                      | 350.85 مليار                                                        | 2.51 مليار     |
| الناتج المحلي الإجمالي (تعادل القوة الشرائية) بليون دولار | 306.51 مليار                                                        | 6.49 مليار     |
| الناتج المحلي الإجمالي الاسمي للفرد دولار أمريكي          | 35.73 ألف                                                           | 2.66 ألف       |
| الناتج المحلي الإجمالي للفرد دولار أمريكي                 | 36.58 ألف                                                           | 7.82 ألف       |
| مؤشر التنمية البشرية                                      | 0.899                                                               | 0.605          |
| رمز المكالمات الدولي                                      | +972                                                                | +975           |
| رمز الإنترنت                                              | .il                                                                 | .bt            |
| المنطقة الزمنية                                           | توقيت إسرائيل، Israel Summer Time ‏                                  | ت ع م+06:00    |

## منظمات دولية مشتركة
يشترك البلدان في عضوية مجموعة من المنظمات الدولية، منها:
| علم المنظمة | اسم المنظمة                        | تاريخ انضمام إسرائيل | تاريخ انضمام بوتان |
| ----------- | ---------------------------------- | -------------------- | ------------------ |
|             | مؤسسة التنمية الدولية              | 22 ديسمبر 1960       | 28 سبتمبر 1981     |
|             | الأمم المتحدة                      | 11 مايو 1949         | 21 سبتمبر 1971     |
|             | منظمة الشرطة الجنائية الدولية      | ?                    | ?                  |
|             | الاتحاد الدولي للاتصالات           | 24 يونيو 1948        | 15 سبتمبر 1988     |
|             | البنك الدولي للإنشاء والتعمير      | 12 يوليو 1954        | 28 سبتمبر 1981     |
|             | الاتحاد البريدي العالمي            | ?                    | ?                  |
|             | مؤسسة التمويل الدولية              | 26 سبتمبر 1956       | 1 ديسمبر 2003      |
|             | وكالة ضمان الاستثمار متعدد الأطراف | 21 مايو 1992         | 21 أكتوبر 2014     |
|             | يونسكو                             | 16 سبتمبر 1949       | 13 أبريل 1982      |

## وصلات خارجية
- موقع وزارة الخارجية الإسرائيلية
- موقع وزارة الخارجية البوتانية